# 大武峻
大武 峻（おおぶ しゅん、1992年11月24日 - ）は、福岡県朝倉郡筑前町出身のサッカー選手、サッカー指導者。ポジションは、ディフェンダー。

## 経歴
筑陽学園高校の3年時に主将として出場した全国高校総体では、3試合連続完封勝利に貢献する活躍を見せ、大会優秀選手に選出された。なお高校の2学年先輩として後に同クラブのチームメイトである牟田雄祐がいる。高校卒業後は福岡大学へ進学し、2年時から全日本大学選抜に選ばれ3年生の夏には2013年夏季ユニバーシアードにユニバーシアード日本代表として出場し、銅メダル獲得に貢献した。4年生からは同大学サッカー部の主将を務めた。
横浜F・マリノスやセレッソ大阪から獲得に興味を示される中、大学在学中の2014年2月上旬より、名古屋グランパスのタイキャンプに練習生として参加。空中戦の強さに加え、ビルドアップなどの攻撃面においても西野朗監督から高く評価され、キャンプ終盤に行われたトヨタプレミアカップのブリーラム・ユナイテッドFC戦では、先発出場しセットプレーから1得点を挙げた。首脳陣の信頼を得て、帰国後の同月下旬には特別指定選手として名古屋に選手登録。3月1日の清水エスパルス戦、Jリーグ史上初めて特別指定選手として開幕スタメン入りを果たした。10月23日、2015年シーズンからの名古屋加入内定が発表された。
2017年6月23日にアルビレックス新潟へ完全移籍する事が発表された。
2018年は監督が鈴木政一から片渕浩一郎へ交代して以降出場機会を得てリーグ戦第31節（愛媛戦）から最終節（山口戦）まで全試合にフル出場した。
2019年はシーズン開幕当初からレギュラーとして試合に出場し、自身初のリーグ戦全試合フル出場を達成した。
2020年シーズンより、ジュビロ磐田へ完全移籍する事を発表。
2021年7月、ザスパクサツ群馬に期限付き移籍で加入した。シーズン終了後、群馬・磐田の両クラブから契約満了が発表された。
2022年1月23日、福島ユナイテッドFCへの加入が発表された。
2024年1月3日、テゲバジャーロ宮崎への加入が発表された。12月5日、24シーズン限りでの契約満了と25シーズンの契約を更新しないことが発表された。
2025年2月23日、アルヴェリオ高松への加入が発表された。また並行してAIE国際高等学校サッカー部のロールモデルコーチにも就任した。

## 所属クラブ
- BUDDY FC
- 筑陽学園中学校
- 筑陽学園高等学校
- 福岡大学
  - 2014年 名古屋グランパス（特別指定選手）
- 2015年 - 2017年6月  名古屋グランパス
- 2017年6月 - 2019年  アルビレックス新潟
- 2020年 - 2021年  ジュビロ磐田
  - 2021年7月 - 同年12月  ザスパクサツ群馬（期限付き移籍）
- 2022年 - 2023年  福島ユナイテッドFC
- 2024年  テゲバジャーロ宮崎
- 2025年 -  アルヴェリオ高松

## 個人成績
| 国内大会個人成績 | 国内大会個人成績 | 国内大会個人成績 | 国内大会個人成績 | 国内大会個人成績 | 国内大会個人成績 | 国内大会個人成績 | 国内大会個人成績 | 国内大会個人成績 | 国内大会個人成績 | 国内大会個人成績 | 国内大会個人成績 |
| 年度             | クラブ           | 背番号           | リーグ           | リーグ戦         | リーグ戦         | リーグ杯         | リーグ杯         | オープン杯       | オープン杯       | 期間通算         | 期間通算         |
| 年度             | クラブ           | 背番号           | リーグ           | 出場             | 得点             | 出場             | 得点             | 出場             | 得点             | 出場             | 得点             |
| 日本             | 日本             | 日本             | 日本             | リーグ戦         | リーグ戦         | リーグ杯         | リーグ杯         | 天皇杯           | 天皇杯           | 期間通算         | 期間通算         |
| ---------------- | ---------------- | ---------------- | ---------------- | ---------------- | ---------------- | ---------------- | ---------------- | ---------------- | ---------------- | ---------------- | ---------------- |
| 2011             | 福岡大           | 30               | -                | -                | -                | -                | -                | 2                | 0                | 2                | 0                |
| 2012             | 福岡大           | 30               | -                | -                | -                | -                | -                | 2                | 0                | 2                | 0                |
| 2013             | 福岡大           | 4                | -                | -                | -                | -                | -                | 2                | 0                | 2                | 0                |
| 2014             | 福岡大           | 4                | -                | -                | -                | -                | -                | 2                | 0                | 2                | 0                |
| 2014             | 名古屋           | 2                | J1               | 12               | 0                | 1                | 0                | -                | -                | 13               | 0                |
| 2015             | 名古屋           | 5                | J1               | 7                | 0                | 2                | 0                | 1                | 0                | 10               | 0                |
| 2016             | 名古屋           | 5                | J1               | 20               | 0                | 5                | 0                | 1                | 0                | 26               | 0                |
| 2017             | 名古屋           | 5                | J2               | 1                | 0                | -                | -                | 0                | 0                | 1                | 0                |
| 2017             | 新潟             | 44               | J1               | 9                | 0                | -                | -                | 0                | 0                | 9                | 0                |
| 2018             | 新潟             | 44               | J2               | 15               | 0                | 6                | 1                | 2                | 0                | 23               | 1                |
| 2019             | 新潟             | 4                | J2               | 42               | 4                | -                | -                | 0                | 0                | 42               | 4                |
| 2020             | 磐田             | 44               | J2               | 8                | 0                | -                | -                | -                | -                | 8                | 0                |
| 2021             | 磐田             | 44               | J2               | 0                | 0                | -                | -                | 2                | 0                | 2                | 0                |
| 2021             | 群馬             | 40               | J2               | 14               | 0                | -                | -                | -                | -                | 14               | 0                |
| 2022             | 福島             | 44               | J3               | 29               | 5                | -                | -                | 2                | 0                | 31               | 5                |
| 2023             | 福島             | 44               | J3               | 37               | 1                | -                | -                | 2                | 0                | 39               | 1                |
| 2024             | 宮崎             | 4                | J3               | 15               | 0                | 1                | 0                | 3                | 0                | 19               | 0                |
| 通算             | 日本             | 日本             | J1               | 48               | 0                | 8                | 0                | 2                | 0                | 58               | 0                |
| 通算             | 日本             | 日本             | J2               | 80               | 4                | 6                | 1                | 4                | 0                | 90               | 5                |
| 通算             | 日本             | 日本             | J3               | 81               | 6                | 1                | 0                | 7                | 0                | 89               | 6                |
| 通算             | 日本             | 日本             | 他               | -                | -                | -                | -                | 8                | 0                | 8                | 0                |
| 総通算           | 総通算           | 総通算           | 総通算           | 209              | 10               | 15               | 1                | 21               | 0                | 245              | 11               |

- 2014年は特別指定選手

その他の国際公式戦
- 2014年
  - トヨタプレミアカップ 1試合1得点

出場歴
- 公式戦初出場・初得点 - 2014年2月15日 トヨタプレミアカップ 対ブリーラム・ユナイテッドFC（タマサート・スタジアム）
- Jリーグ初出場 - 2014年3月1日 J1第1節 対清水エスパルス（豊田スタジアム）
- Jリーグ初得点 - 2019年4月7日 J2第8節 対ファジアーノ岡山（シティライトスタジアム）

## タイトル

### クラブ
福岡大学
- 九州大学サッカートーナメント大会 (2011年、2012年)
- 九州大学サッカーリーグ1部 (2012年)

### 個人
- 全国高等学校総合体育大会サッカー競技大会 大会優秀選手 (2010年)
- 九州大学サッカーリーグ1部 優秀選手賞 (2013年)

## 代表歴
- ユニバーシアード日本代表
  - 2013年夏季ユニバーシアード
- 日本代表候補
  - 2015年 - 東アジアカップ2015予備登録メンバー[20]。